# Jason Soules
Jason Soules (né le 14 mars 1971 à Hamilton, dans la province de l'Ontario au Canada) est un joueur professionnel canadien de hockey sur glace.

## Carrière de joueur
Choix de première ronde des Oilers d'Edmonton lors du repêchage de la Ligue nationale de hockey en 1989. Il joue quelques saisons dans la Ligue de hockey de l'Ontario avant de jouer professionnel. Il ne joue que 52 parties dans la Ligue américaine de hockey, récoltant neuf points, avant de quitter le hockey.

## Statistiques
| Saison    | Équipe                   | Ligue |    | Saison régulière | Saison régulière | Saison régulière | Saison régulière | Saison régulière |   | Séries éliminatoires | Séries éliminatoires | Séries éliminatoires | Séries éliminatoires | Séries éliminatoires |
| Saison    | Équipe                   | Ligue | PJ | B                | A                | Pts              | Pun              | PJ               | B | A                    | Pts                  | Pun                  |                      |                      |
| 1987-1988 | Steelhawks de Hamilton   | LHO   | 19 | 1                | 1                | 2                | 56               | 4                | 0 | 0                    | 0                    | 13                   |                      |                      |
| 1988-1989 | Thunder de Niagara Falls | LHO   | 57 | 3                | 8                | 11               | 187              | 4                | 0 | 0                    | 0                    | 10                   |                      |                      |
| 1989-1990 | Thunder de Niagara Falls | LHO   | 9  | 2                | 8                | 10               | 20               | -                | - | -                    | -                    | -                    |                      |                      |
| 1989-1990 | Dukes de Hamilton        | LHO   | 18 | 0                | 2                | 2                | 42               | -                | - | -                    | -                    | -                    |                      |                      |
| 1990-1991 | Dukes de Hamilton        | LHO   | 25 | 3                | 16               | 19               | 50               | -                | - | -                    | -                    | -                    |                      |                      |
| 1990-1991 | Bulls de Belleville      | LHO   | 37 | 5                | 26               | 31               | 94               | 6                | 1 | 2                    | 3                    | 4                    |                      |                      |
| 1990-1991 | Oilers du Cap-Breton     | LAH   | 1  | 0                | 0                | 0                | 0                | -                | - | -                    | -                    | -                    |                      |                      |
| 1991-1992 | Oilers du Cap-Breton     | LAH   | 51 | 0                | 9                | 9                | 44               | -                | - | -                    | -                    | -                    |                      |                      |